# Etelka Heka
Etelka Heka (Gajić, 26 de octubre de 1936-5 de mayo de 2024), fue una escritora, poeta y cantante húngara nacida en Yugoslavia.

## Biografía
Nació en Hercegmárók, perteneciente por aquel entonces a Yugoslavia, y en la actualidad a Croacia.
Hija de Etelka Stok y János Heka. A los ocho años perdió a su madre, y después su padre se volvió a casar. Tenía dos hermanos mayores, pero su hermano mayor murió a la edad de once años en la Segunda Guerra Mundial a consecuencia de la explosión de una granada. La escuela primaria la realizó en húngaro, sin embargo la secundaria la hizo en lengua serbocroata en Monostorszeg. Terminó sus estudios en la escuela superior de pedagogía de Subotica (Szabadka). Después fue alumna de la cantante de ópera Margit Markovics, y cantó en la radio de NoviSad (Újvidék), actuando en el teatro de Novi Sad, en Viena en 1966, y después en la República Federal de Alemania y en Dinamarca. En 1974 fue por primera vez a Hungría, a Budapest, donde conoció al cantante de ópera Ernő Kenéz, su futuro marido. Luego se trasladaron a Viena, en donde se casaron y abrieron un restaurante. En 1998 regresaron a Hungría, pero poco después su marido falleció en su ciudad natal, en Hódmezővásárhely. Es ciudadana de tres países: Croacia, Hungría y Austria y pasó la mayor parte de su tiempo en Hódmezővásárhely, aunque mantuvo también casa en Viena y en Szeged.
Es autora de noventa obras, libros de poesía, prosa y de cocina. Regularmente hizo labores de mecenazgo, por las que recibió diversos premios. En el 2007 creó la Fundación musical Ernő Kenéz y Etelka Heka Kenéz, en memoria de su marido fallecido. Esta fundación ha creado el premio Gyūrū (anillo), para el cantante más talentoso de Hódmezővásárhely.

## Premios
- 2003, Premio Signum Urbis Honorantis Hódmezővásárhely
- 2015, Premio Pro Urbe Hódmezővásárhely